# 名鉄バスセンター

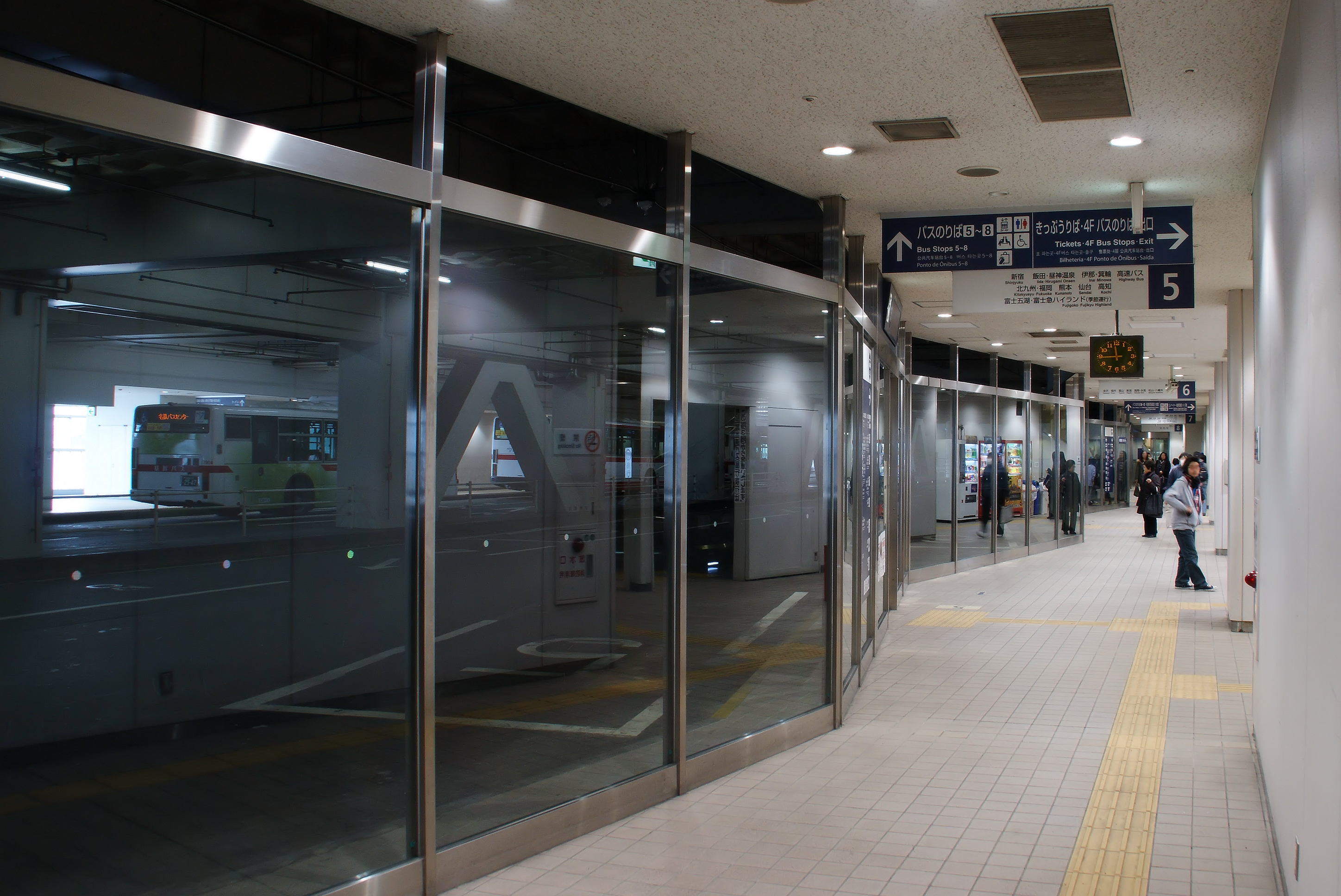
3階乗り場

名鉄バスセンター（めいてつバスセンター）は、愛知県名古屋市中村区名駅1丁目（名鉄名古屋駅の上階）に位置するバスターミナルである。名古屋鉄道（名鉄）の登記上の本店所在地である。
設計は谷口吉郎で名古屋を代表する建物の一つとされることもある。また、日本初の本格的なバスターミナルであり、1967年の竣工当時は世界的に見ても同規模のバスターミナルは存在しなかったといわれている。

## 概要
名鉄バス高速バスの名古屋側ターミナルとしてバス路線網の中心をなす一大拠点であると同時に名古屋市の中心的バスターミナルの一つである。
停留所名は高速・一般路線ともに施設名と同じ「名鉄バスセンター」であり、「名古屋」「名古屋駅」「名鉄名古屋駅」などの地名・駅名が入らず、社名だけを付けた独特のものとなっている。
名鉄名古屋駅の上階にあたる名鉄バスターミナルビル3・4階に入居する屋内・多層型バスターミナルであり、同ビルの地下1階から地上6階までは名鉄百貨店メンズ館、7階から10階は名鉄グループ各社の事務所、11階から18階は名鉄グランドホテルが入居している。
当バスターミナルは名鉄バスが管理しており、乗合バス（一般路線・高速乗合）や貸切バスが乗り入れている。名鉄グループバス各社や共同運行会社、三重交通も使用している。
名鉄バスターミナルビルの設計責任者は谷口吉郎。鹿島（幹事会社）・清水建設・大成建設・竹中工務店・間組の共同企業体により施行された。

## フロア構成
| 名鉄グランドホテル（11階 - 18階） |                            |                            |
| 事務所（7 - 10階）                |                            |                            |
| 名鉄百貨店メンズ館（6階）         | 名鉄スカイパーキング(6階） | 名鉄スカイパーキング(6階） |
| 名鉄百貨店メンズ館（5階）         | 名鉄バスセンター（4階）    | 名鉄百貨店本館（4階）      |
| 名鉄百貨店メンズ館（4階）         | 名鉄バスセンター（4階）    | 名鉄百貨店本館（4階）      |
| 名鉄バスセンター（3階）           |                            |                            |
| 名鉄百貨店メンズ館（3階）         |                            |                            |
| 名鉄百貨店メンズ館（2階）         |                            |                            |
| 名鉄百貨店メンズ館（2階）         | （通路）                   |                            |
| 名鉄百貨店メンズ館（1階）         | （通路）                   |                            |
| 名鉄百貨店メンズ館（B1階）        | 名鉄百貨店メンズ館（B1階） | 名鉄名古屋駅新南改札口     |

## バスターミナル構造
3階は一般路線と高速乗合バスが発着。4階は近距離高速乗合バスと臨時運行バスが発着。のりばとおりばは3階に8ヶ所ずつ（1 - 16番）、4階に4ヶ所ずつ（21 - 28番）ある。ホームドアが設けられている。
4階おりば（降車場所）は、名鉄観光サービスなど旅行会社が主催する貸切バス（バスツアー）の集合場所にもなっている。
出札口は3階にあり、カウンターと券売機が備えられている。
3階待合室隣にはファミリーマートエスタシオ名鉄バスセンター店、4階にはドトールコーヒーショップや待合室がある。

### 出口
3階東側で名鉄メンズ館紳士服フロアと接続しており、そこを経由して本館、近鉄パッセ、LABI、サンロード地下街、近鉄線（正面口）、名鉄線（中央改札口）、地下鉄（南改札口）と屋内でつながっており、案内標識も掲出されている。
また、東側の正面出口（笹島北交差点・ナナちゃん人形）直通のエスカレーター、西側にはJR線（広小路口、一部屋根なし）、名鉄線（南改札口）を結ぶ通路があり、店舗を通らずにアクセスすることが可能である。

### のりば

#### 3階
| 乗り場 | 行先【系統】                       | 種類     | 運行会社                                                          |
| ------ | ---------------------------------- | -------- | ----------------------------------------------------------------- |
| 1      | ネオポリス                         |          | 三重交通                                                          |
| 1      | 陽だまりの丘                       |          | 三重交通                                                          |
| 1      | 大山田団地                         |          | 三重交通                                                          |
| 1      | 希望ヶ丘                           |          | 三重交通                                                          |
| 1      | 赤尾台・正和台                     |          | 三重交通                                                          |
| 1      | 伊賀上野                           |          | 三重交通                                                          |
| 1      | ヴィソン・尾鷲・熊野・新宮         | 高速乗合 | 三重交通                                                          |
| 2      | キオクシア・桜台                   |          | 三重交通                                                          |
| 2      | 湯の山温泉                         |          | 三重交通                                                          |
| 2      | イオンモール名古屋茶屋             |          | 三重交通                                                          |
| 2      | 桑名駅前                           |          | 三重交通                                                          |
| 2      | 南桑名                             |          | 三重交通                                                          |
| 3      | 津島駅（安松経由）                 |          | 名鉄バス                                                          |
| 3      | 津島駅（岩塚経由）                 |          | 名鉄バス                                                          |
| 3      | 大坪（安松経由）                   |          | 名鉄バス                                                          |
| 3      | 大坪（岩塚経由）                   |          | 名鉄バス                                                          |
| 4      | 三軒家                             | 基幹バス | 名鉄バス                                                          |
| 4      | 藤が丘                             | 基幹バス | 名鉄バス                                                          |
| 4      | トヨタ博物館前                     | 基幹バス | 名鉄バス                                                          |
| 4      | 尾張旭向ヶ丘                       | 基幹バス | 名鉄バス                                                          |
| 4      | 愛知医科大学病院                   | 基幹バス | 名鉄バス                                                          |
| 4      | 菱野団地                           | 基幹バス | 名鉄バス                                                          |
| 4      | 瀬戸駅前                           | 基幹バス | 名鉄バス                                                          |
| 5      | 仙台                               | 高速乗合 | 名鉄バス 宮城交通                                                 |
| 5      | 宇都宮・郡山                       | 高速乗合 | 名鉄バス 福島交通                                                 |
| 5      | 新宿                               | 高速乗合 | 名鉄バス 京王バス                                                 |
| 5      | 昼神温泉・飯田                     | 高速乗合 | 名鉄バス 信南交通                                                 |
| 5      | 伊那                               | 高速乗合 | 名鉄バス 信南交通 伊那バス                                        |
| 5      | 北九州・福岡                       | 高速乗合 | 名鉄バス 西日本鉄道                                               |
| 5      | 中部国際空港【セントレアリムジン】 | 高速乗合 | 名鉄バス                                                          |
| 6      | 金沢                               | 高速乗合 | 名鉄バス 北陸鉄道 ジェイアール東海バス 西日本ジェイアールバス     |
| 6      | 福井                               | 高速乗合 | 名鉄バス ジェイアール東海バス 福井鉄道 京福バス                   |
| 6      | 富山                               | 高速乗合 | 名鉄バス 富山地方鉄道                                             |
| 6      | 砺波・高岡                         | 高速乗合 | 加越能バス                                                        |
| 6      | 馬籠・妻籠                         | 高速乗合 | 名鉄バス                                                          |
| 6      | 上高地                             | 高速乗合 | 名鉄バス                                                          |
| 7      | 松本・長野                         | 高速乗合 | 名鉄バス アルピコ交通                                             |
| 7      | 高山                               | 高速乗合 | 名鉄バス ジェイアール東海バス 濃飛乗合自動車                      |
| 7      | 富山                               | 高速乗合 | 名鉄バス 富山地方鉄道                                             |
| 7      | 郡上八幡・ひるがの高原             | 高速乗合 | 岐阜乗合自動車                                                    |
| 7      | 白川郷・金沢                       | 高速乗合 | 名鉄バス 岐阜乗合自動車 北陸鉄道                                  |
| 7      | 新潟                               | 高速乗合 | 名鉄バス 新潟交通                                                 |
| 7      | 岡山・倉敷                         | 高速乗合 | 名鉄バス 両備バス                                                 |
| 7      | 高松・丸亀                         | 高速乗合 | 四国高速バス                                                      |
| 8      | 奈良                               | 高速乗合 | 名鉄バス 奈良交通                                                 |
| 8      | 京都                               | 高速乗合 | 名鉄バス ジェイアール東海バス 西日本ジェイアールバス 名阪近鉄バス |
| 8      | 神戸                               | 高速乗合 | 名鉄バス ジェイアール東海バス 西日本ジェイアールバス              |
| 8      | 富士五湖                           | 高速乗合 | 名鉄バス 富士急バス                                               |

#### 4階
| 乗り場 | 行先【系統】                                         | 種類                           | 運行会社                |
| ------ | ---------------------------------------------------- | ------------------------------ | ----------------------- |
| 21     | 【名鉄バスツアー・ハイキング】                       | 【名鉄バスツアー・ハイキング】 | 名鉄観光バス            |
| 22     | なばなの里・長島温泉                                 |                                | 名鉄バス 三重交通       |
| 22     | 名古屋港フェリーターミナル【太平洋フェリー連絡バス】 |                                | 名鉄バス                |
| 23     | 多治見・可児                                         |                                | 名鉄バス 東濃鉄道       |
| 23     | 小牧・桃花台・明治村                                 |                                | 名鉄バス                |
| 23     | リトルワールド・可児【西可児 - 名古屋線】            |                                | 東濃鉄道                |
| 23     | 関・美濃                                             |                                | 名鉄バス 岐阜乗合自動車 |
| 23     | 土岐プレミアムアウトレット                           |                                | 東濃鉄道                |
| 23     | 県営名古屋空港・あいち航空ミュージアム               |                                | 名鉄バス                |
| 24     | 愛知学院大学                                         |                                | 名鉄バス                |
| 24     | 愛・地球博記念公園（ジブリパーク）                   |                                | 名鉄バス                |

## 過去に運行されていた主な長距離路線

### 1985年以前に廃止
- 東名急行バス：渋谷駅行
- 東名名古屋線：遠鉄浜松駅行【遠州鉄道】
- 旧・名飯線（名飯急行バス）：飯田行（足助・根羽経由）【名古屋鉄道・信南交通】

### 1986年以降に廃止
- 錦江湾号：いづろ高速バスセンター行【名古屋鉄道・鹿児島交通・南国交通・林田産業交通】（1996年12月1日運行終了）
- げんかい号：北九州・久留米・大牟田・荒尾行【名古屋鉄道・西日本鉄道】（1997年6月8日運行終了）
- ファンタジア号：三次・広島バスセンター行【名古屋鉄道・広島電鉄】
- 中央道高速バス：岡谷・上諏訪・茅野行【名古屋鉄道・諏訪バス】（1997年9月運行終了）
- 名金急行線「五箇山号」：金沢駅行（一般道経由）【名古屋鉄道】（2000年9月運行終了）
- 大宮・所沢 - 名古屋線：所沢駅・大宮駅経由　西武バス大宮営業所行【名古屋観光日急・西武バス】（2008年6月30日運行終了）
- 高速名古屋・小牧線：栄経由小牧駅行
- 名古屋なんば・USJ線：なんばOCAT経由ユニバーサル・スタジオ・ジャパン行
- コーラルエクスプレス号：佐世保駅前・ハウステンボス行【西肥自動車】（2011年10月31日運行終了）
- 高速八幡名古屋線：八幡営業所行【岐阜バスコミュニティ八幡】（2012年9月運行終了）
- 名古屋徳島線：淡路島・徳島駅前行【名鉄バス・徳島バス】（季節運行）
- 関空リムジンバス：関西国際空港行【南海バス・関西空港交通】（2015年3月31日運行終了）
- 名古屋三重団地線：三重団地行【三重交通】（2016年3月31日運行終了）
- ぶんご号：大分新川行【大分バス・大分交通・亀の井バス】（2016年3月31日運行終了）
- グラバー号：長崎新地ターミナル行【名鉄バス・長崎バス】（2018年11月30日運行終了）
- 不知火号：桜町（交通C）行【名鉄バス・九州産交バス】（2019年9月30日運行終了）
- 高速名古屋・豊田線：豊田市駅行【名鉄バス】（2020年3月31日運行終了）
- ドラゴンライナー：高知駅経由桟橋高知営業所行【とさでん交通】（2021年12月31日運行終了）
- オレンジライナーえひめ号：八百屋町（徳島市）・松山市駅経由八幡浜駅行【名鉄バス・伊予鉄バス】（2025年3月31日運行終了[注釈 2]）

### 臨時路線
博覧会などに合わせて運行された。
- シルクロマン号：奈良シルクロード博会場 行【名古屋鉄道・JR東海バス・三重交通・奈良交通】
- 花ずきんちゃん号：大阪花博会場 行
- 花博ライナー：浜名湖花博会場 行【名古屋鉄道・名鉄東部観光バス】
- 愛・地球博直行シャトルバス（エキスポライナー）：長久手会場東ゲート 行【名鉄バス・名古屋観光日急・名古屋遊覧バス】（詳細は「愛知万博の交通」も参照）

## 沿革

### 前史
1949年、名鉄バスは浄心・山口町・大曽根・東田町・東山・中村を起点に郊外に向けて運行していた路線を名古屋駅前まで乗り入れ開始。当時は国鉄（現・JR）名古屋駅北東側に乗り場を設置した。
1955年の国鉄バスの乗り入れや1958年の神宮前起点の路線の乗り入れ、名古屋空港線・名垣線・桑名線など新設路線開設などで発着本数は増加、乗り場が手狭となり、1960年には乗り場を増設したが、根本的な解決には至らず、当時の名古屋鉄道社長土川元夫はバス乗り場を集約したビルを発想、金沢四高の同級生で親友でもあった谷口良郎に設計を依頼する。
1964年8月12日、名鉄バスセンターの地鎮祭が行われる。工事が進んでいる間にも路線は増え、10月には笹島に名神ハイウェイバス開業に伴い高速バスのりばとして暫定的に笹島高速センターが設置された。
そして1967年6月1日、約3年の工期を経て名鉄バスセンターが開業し、名古屋駅前10箇所に分散していた乗り場を集約したのである。

### 駅前バス乗り場をビルに集約
1967年6月1日開業時点での乗入会社は12社あった。当時の便数は一日766往復（名鉄660往復ほか）である。
「高硬度遠心力鋳鋼管」という特殊な構造材を用いるなど、土木構造物的な性格も有している。
1967年（昭和42年）に完成した名鉄バスターミナルビルの一部をバスターミナルとして供用している。ビルは名駅地区初の超高層ビルで、竣工当時は東洋最大の規模を誇った。当初は近畿日本鉄道と共同で現在の近鉄名古屋駅ビルのエリアも含めた一体開発を計画していたが、近鉄が独自に名古屋駅ビルを建設したため、名鉄単独の事業となった。
開業当初、地下1階から6階までの商業区画は名古屋鉄道と名鉄百貨店の出資によるMELSAが入居しており、「ターミナルビルにふさわしい店づくり」の発想のもと、これも日本で初めてとあるビル内すべてが専門店という店舗構成となっていた。
国鉄（現・JR）名古屋駅北東側の乗り場はこの後も国鉄バスが使用を続けたが、1974年に建設された名古屋ターミナルビルに翌1975年から名古屋市営バス（市バス）とともに乗り入れ、明確に棲み分けることとなった。

### 発着数増減
その後、1980年代になって名古屋市営地下鉄路線の延長や名鉄豊田線の開業により、郊外から直通する一般路線バスが減少したため、常滑競艇場行きなど公営競技関係の無料バスを除く大型バス発着を3階に集約し、4階の大部分を一般の駐車場に転用していたことがあった。現在は長距離・近距離の高速バス路線の充実などにより、本来の形に戻っている。

### 改修工事など
バスターミナル内の石綿除去のため2005年12月19日から3階のりばを閉鎖し名神ハイウェイバスの乗り場を1階の近鉄名古屋駅ビルとの間の路上に移動、その他のバス乗り場を4階に集約した。2006年9月2日に除去終了した3階を使用再開して4階を閉鎖、2007年1月15日に全て完了した。
除去工事及び巻き付け耐火被覆改修とあわせてエレベーター増設、スロープの設置、音声・LED文字案内放送設備、のりばホームドア設置等を行った（バリアフリー対応）。
2012年10月21日から3階窓口の高速バスきっぷ売り場と一般路線バスきっぷ売り場を統合する工事を行い、11月18日にリニューアルオープンした。工事期間中に仮営業していたきっぷ売り場跡地では引き続き待合室のリニューアル工事が行われ、こちらも12月5日にリニューアルオープンした。
またそれと同時に待合室の改装も行われ、コンビニエンスストアのファミリーマートが店舗を構えている。

### 今後の計画
名鉄は2011年になって名鉄バスターミナルビルなどに関して再開発を行う構想があることを明らかにしている。
2017年3月29日、名古屋鉄道は名鉄名古屋駅周辺の再開発計画を発表し、名鉄百貨店・名鉄グランドホテル・名古屋近鉄ビル・大手町建物名古屋駅前ビル・日本生命笹島ビルも建物を一旦取り壊して一体化して改築する予定で、その中に当バスセンターも含まれる。
当バスセンターは2026年3月をもって閉鎖となり、名鉄は工事期間中は仮設バス停留所を設けるとしている。また、名古屋鉄道は当バスセンターに入居していた本社を2025年1月に近隣のオフィスビル「エニシオ名駅」に移転した。

## バスターミナル周辺
同ターミナルビルには専門店街の名鉄百貨店メンズ館・名鉄グランドホテルも入居している。

### 交通
- 名古屋鉄道 名鉄名古屋駅
- 近畿日本鉄道 近鉄名古屋駅
- JR東海・名古屋臨海高速鉄道・地下鉄 名古屋駅
- 名古屋駅バス停留所21番・22番乗降場

### 商業・オフィス等ビル
- 名鉄百貨店本店本館
- 名古屋近鉄ビル
  - 近鉄百貨店名古屋店（近鉄パッセ）
- JRセントラルタワーズ
  - ジェイアール名古屋タカシマヤ
  - 名古屋マリオットアソシアホテル
- JRゲートタワー
- 大手町建物名古屋駅前ビル
  - ヤマダ電機LABI名古屋
- ミッドランドスクエア
- 名古屋三井ビルディング
- モード学園スパイラルタワーズ
- JR東海太閤ビル
  - JR東海東海鉄道事業本部

### 地下街
- 名駅地下街サンロード
- ゲートウォーク
- メイチカ
- ミヤコ地下街
- キタチカ（旧 新名フード）

### 名所等
- ウインクあいち
- ナナちゃん人形
- 柳橋中央市場
- 笹島交差点